# Мурафська волость (Богодухівський повіт)
Мурафська волость — історична адміністративно-територіальна одиниця Богодухівського повіту Харківської губернії з центром у слободі Мурафа.
Станом на 1885 рік складалася з 3 поселень, 3 сільських громад. Населення — 4531 особа (2279 чоловічої статі та 2252 — жіночої), 826 дворових господарств.
|                     | Площа, десятин | У тому числі орної, дес. |
| ------------------- | -------------- | ------------------------ |
| Сільських громад    | 8616           | 7374                     |
| Приватної власності | 7224           | 3239                     |
| Іншої власності     | 133            | 132                      |
| Загалом             | 15973          | 10745                    |

Найбільші поселення волості станом на 1885:
- Мурафа — колишня власницька слобода при річці Мерчик за 20 верст від повітового міста, 3197 осіб, 630 дворів, 2 православні церкви, школа, лікарня, 4 лавки, 3 ярмарки на рік. За 3 версти — паровий млин, цегельний завод.
- Мирне — колишнє власницьке село при річці Мерчик, 847 осіб, 151 двір, православна церква, щорічний ярмарок.